# Atylotus diurnus
Atylotus diurnus är en tvåvingeart som först beskrevs av Walker 1850.  Atylotus diurnus ingår i släktet Atylotus och familjen bromsar.
Artens utbredningsområde är Seychellerna. Inga underarter finns listade i Catalogue of Life.